# Соціально-орієнтована ринкова економіка

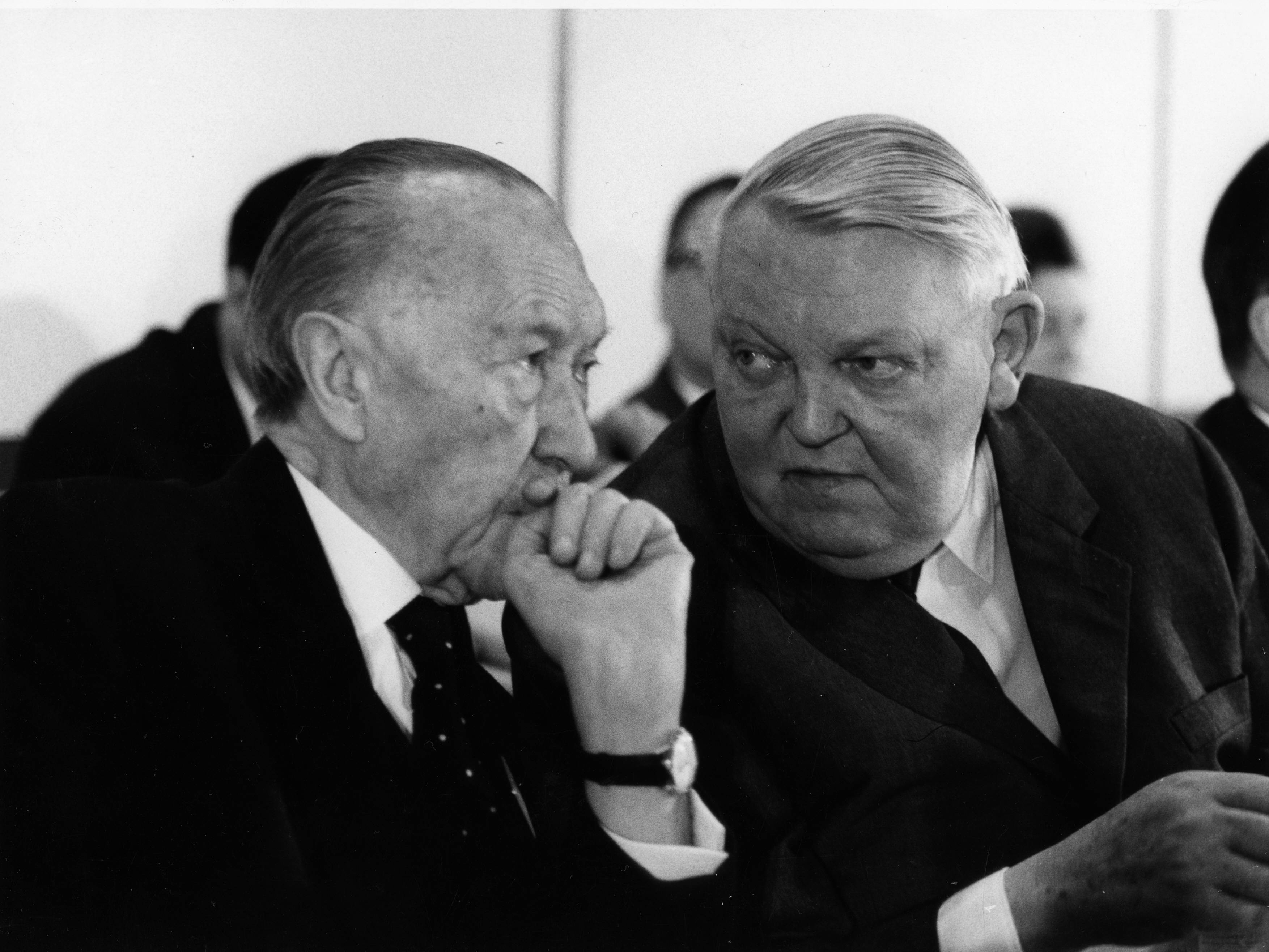
Концепція була прийнята за ініціативи канцлера Конрада Аденауера (зліва), а офіційним розробником вважається міністр економіки ФРН в той період — Людвіг Ерхард (зправа).

Соціально-орієнтована ринкова економіка або соціальна ринкова економіка (нім. Soziale Marktwirtschaft), інколи автори також вживають термін соціальний капіталізм або німецька модель — соціально-економічна модель, організована на основі ринкової саморегуляції, при якій захист конкуренції та ринкові методи господарювання ефективно поєднуються з державним регулюванням національної економіки, з її соціальною спрямованістю. Ставить за мету «поєднання вільної ініціативи з соціальним прогресом, що забезпечується саме економічними показниками, на основі конкурентної економіки».
Фактично, ця економічна модель пропонує баланс між егалітаризмом (соціальною рівністю) та елітаризмом (соціальною ієрархією). Характерними для неї є центризм та християнська демократія.
Соціальна ринкова економіка утвердилася як назва економічного ладу Федеративної Республіки Німеччини, Республіки Австрія та Швейцарії протягом 50-х—70-х років XX століття.

## Історія
Термін «соціальна ринкова економіка» походить від Альфреда Мюллера-Армака (1930-рр), який розглядав його як ірландську формулу, метою якої було «поєднати принцип свободи на ринку з принципом соціальної рівноваги».
Після розгрому нацизму в 1945 році і утворенню в червні цього ж року Християнсько-демократичного союзу, керівник цієї партії — Конрад Аденауер пропагував і впроваджував у Західній Німеччині соціальну ринкову економіку, яка стала основою політики партії ХДС, а з кінця XX—поч. ХХІ ст. нею користуються соціал-ліберали та соціал-демократи.
Безпосереднім розробником офіційно вважається німецький економіст та політик Людвіг Ерхард, член Християнсько-демократичного союзу, пізніше лідер цієї партії та наступник Аденауера на посаді Федерального канцлера ФРН.

Канцлер Аденауер з правлячої партії ХДС запровадив новий економічний порядок, поєднавши заохочення вільної конкуренції з відповідальністю соціального уряду. Wirtschaftswunder або економічне диво Західної Німеччини не могло бути здійснене без забезпечення соціального миру в країні. Програма Аденауера була зосереджена на законодавстві, яке встановлює спільне прийняття рішень у вугільній та металургійній промисловості, системі формування власності працівників, вирівнюванні тягарів, створенні субсидованого житла, дитячих допомогах, сільськогосподарському зеленому плані та динамізмі пенсій. 20 червня 1948 року принципи соціальної ринкової економіки, схвалені ХДС, стали основою сучасної економічної політики Німеччини:
«Соціальна ринкова економіка» є соціально закріпленим законом індустріальної економіки, згідно з яким досягнення вільних і здібних індивідів інтегруються в систему, яка забезпечує найвищий рівень економічної вигоди та соціальної справедливості для всіх. Ця система створена свободою та відповідальністю, які знаходять своє вираження в «соціальній ринковій економіці» через справжню конкуренцію, засновану на результатах, і незалежний контроль монополій. Справжня конкуренція на основі продуктивності існує, коли правила конкуренції гарантують, що за умов чесної конкуренції та рівних можливостей винагороджується кращий результат. Ринкові ціни регулюють взаємодію між усіма учасниками ринку», — Аденауер. 

## Характеристика та особливості
Соціальна ринкова економіка була розроблена як третій шлях між Laissez-faire формами капіталізму та соціальної економіки. Концепція була натхненна соціальною економікою дистрибутизму та ордолібералізму, на яких вплинула політична ідеологія християнської демократії. Соціальний ринок утримується від спроб планувати та керувати виробництвом, робочою силою чи збутом, але він підтримує заплановані зусилля щодо впливу на економіку за допомогою органічних засобів комплексної економічної політики у поєднанні з гнучкою адаптацією до вивчення ринку. Поєднуючи монетарну, кредитну, торговельну, податкову, митну, інвестиційну та соціальну політику, а також інші заходи, цей вид економічної політики має на меті створити економіку, яка обслуговує добробут і потреби всього населення, досягаючи тим самим свою кінцеву мету.
«Соціальний» сегмент часто помилково плутають із соціалізмом і демократичним соціалізмом, хоча аспекти частково були натхненні демократичним соціалізмом. Підхід соціального ринку відкидає соціалістичні ідеї заміни приватної власністі та ринків соціальною власністю та економічним плануванням. Натомість «соціальний» елемент моделі стосується підтримки забезпечення рівних можливостей і захисту тих, хто не може увійти до вільного ринку робочої сили через старість, інвалідність та/або безробіття.

У статті 3(3) Договору про Європейський Союз (1992) встановлено наступні цілі:
Союз створює внутрішній ринок . Він має працювати для сталого розвитку Європи, заснованого на збалансованому економічному зростанні та стабільності цін, висококонкурентній соціальній ринковій економіці, спрямованій на повну зайнятість і соціальний прогрес, а також високому рівні захисту та покращенні якості навколишнього середовища. Він має сприяти науково-технічному прогресу.

## Етика
Модель соціально-ринкової економіки виходить з вимоги, що ні держава, ні приватний бізнес не має права мати повний контроль над економікою, а мусить служити людям.
Іноді вона класифікується як координована соціальна ринкова економіка (англ. coordinated market economy).

## Оцінки
Цю соціально-економічну концепцію в наш період підтримувала Ангела Меркель. У своїй промові 2013 року на Всесвітньому економічному форумі, Меркель заявила, що економічне диво Німеччини після війни на основі соціальної ринкової економіки, є третім шляхом між капіталізмом і державною економікою. «Держава є охоронцем суспільного порядку, [...] конкуренція вимагає почуття міри та соціальної відповідальності».
Хоча одним із головних факторів появи європейської моделі капіталізму була спроба поліпшити умови праці робітників при капіталізмі й таким чином запобігти появі соціалізму чи соціалістичної революції, американські критики та євроскептики ідентифікують модель соціального ринку з поняттями соціальної держави і іноді помилково ідентифікують її як соціалістичну.

## Див.також
- Економіка
- Християнська демократія
- Протестантська трудова етика
- Центризм
- Скандинавська модель
- Англосаксонська модель
- Соціалізм з китайською специфікою